# Dieter Kläy
Dieter Kläy (* 1963) ist ein Schweizer Politiker (FDP). Seit 2003 ist er Mitglied des Zürcher Kantonsrats.

## Leben
Dieter Kläy besuchte die Kantonsschule Büelrain. Von 1984 bis 1989 studierte er Staatswissenschaften an der Universität St. Gallen. 1992 dissertierte er an der Universität Zürich zum Thema Perestrojka in der Sowjetarmee. Seit 1999 ist er Redaktor bei der Allgemeinen Schweizerischen Militärzeitschrift. Seit 2012 arbeitet er als Ressortleiter beim Schweizerischen Gewerbeverband. Im Juli 2023 übernahm er mit Kurt Gfeller die interimistische Co-Leitung des Verbandes.
In der Schweizer Armee hat er den Rang eines Oberst.

## Politik
Von 1996 bis 2006 war Dieter Kläy Gemeinderat (Legislative) der Stadt Winterthur. 2003/2004 war er Gemeinderatspräsident. Seit 2003, mit einer kurzen Unterbrechung 2011, ist er Kantonsrat des Kantons Zürich. 2019/2020 war er Kantonsratspräsident. Er ist Mitglied der Kommission für Justiz und öffentliche Sicherheit.
Er ist Vizepräsident der FDP Kanton Zürich und war Präsident der FDP Winterthur.

## Veröffentlichungen
- Perestrojka in der Sowjetarmee : eine empirische Analyse der sowjetischen Militärpresse unter Gorbatschow 1985–1991. Verlag der Fachvereine, Zürich 1993, ISBN 978-3-7281-1978-0.
- Zwischen Bürokratie und Ideologie : Entscheidungsprozesse in Moskaus Afghanistankonflikt. Haupt, Bern, Stuttgart, Wien 1999, ISBN 978-3-258-05841-2.
- Afghanistan – ein Land am Scheideweg : im Spiegel der aktuellen Ereignisse. vdf Hochschulverlag, Zürich 2002, ISBN 978-3-7281-2788-4
- 50 Jahre jung : das Centro del bel libro in Ascona. 2015.
- 50 Jahre Centro del bel libro Ascona.
- 1941 Feindbild Moskau : "Strafgericht" und "Barbarossa" : zwei Präventivkriege?. Schweizerische Gesellschaft für Militärhistorische Studienreisen, Wettingen 2021, ISBN 978-3-9525128-4-5.